# Vydrník
Vydrník (in ungherese Védfalu, in tedesco Eimerau o Wiedrig) è un comune della Slovacchia facente parte del distretto di Poprad, nella regione di Prešov.
Nelle cronache storiche, il villaggio fu menzionato per la prima volta nel 1294.